# アカニ・シンビネ
アカニ・シンビネ（Akani Simbine、1993年9月21日 ‐ ）は、南アフリカ・ケンプトン・パーク出身の陸上競技選手。専門は短距離走。100mで9秒82（南アフリカ記録）、200mで19秒95の自己ベストを持つ。2016年リオデジャネイロオリンピック男子100mのファイナリスト（5位）である。

## 経歴

### 2012年まで
サッカーと陸上競技の両方に取り組み、サッカーでは右ウイングを務めていた。しかし、2012年12月11日にルサカで開催されたZone VI U20 Gamesの男子100mで10秒19（+1.3）のU20南アフリカ記録（当時）を樹立し、これを機に陸上競技に専念することを決めた。

### 2013年
8月のモスクワ世界選手権男子100mでシニアの世界大会デビューを果たしたが、10秒38（-0.3）の組7着で予選敗退に終わった。この時にジャマイカのヨハン・ブレークから「細いから筋肉をつけたほうがいい」とアドバイスを貰ったという。

### 2014年
4月12日にプレトリアで開催された南アフリカ選手権男子100m決勝で10秒02（+1.4）をマーク。この記録は従来の南アフリカ記録（当時10秒06）を上回るタイムだったが、このレースでサイモン・マガクウェが南アフリカ人初の9秒台となる9秒98をマークしたため、南アフリカ歴代2位（当時）の記録となった。

### 2015年
7月1日にヴェレニエで開催されたEuropean Athletics Classics Meeting男子100mで9秒99（-0.2）の自己ベスト（当時）をマークし、10秒の壁を突破した史上2人目の南アフリカ人となった。
同月の光州ユニバーシアードに出場すると、男子100mは準決勝で10秒00（+0.3）の大会記録を樹立し、1987年ザグレブ大会でリー・マクレーがマークした10秒07を塗り替えると、決勝では準決勝の記録を更に縮める9秒97（0.0）の南アフリカタイ記録（当時）を樹立して金メダルを獲得した。学生の世界大会とはいえ、世界チャンピオンに輝いたことは大きな自信になったという。男子4×100mリレーではアンカーを務め、39秒68をマークしての銅メダル獲得に貢献した。
8月の北京世界選手権に出場すると、2013年モスクワ大会に続いて出場した男子100mは予選を10秒09（-0.1）で突破し、シニアの世界大会で初のセミファイナリストになったが、準決勝は10秒02（+0.9）の組4着（全体11位）で敗退した。男子200mも予選を20秒23（-0.4）の自己ベスト（当時）で突破してセミファイナリストになったが、準決勝は20秒37（+0.4）の組6着で敗退。男子4×100mリレーは予選でアンカーを務めたが、1-2走間でバトンが渡らず途中棄権に終わった。

### 2016年
3月8日にプレトリアで開催された南アフリカ陸上競技連盟Night Series Meeting男子100mで9秒96（+0.4）の南アフリカ記録（当時）を樹立。ヘンリコ・ブルンジースと保持していた従来の記録（9秒97）を塗り替え、単独での南アフリカ記録保持者となった。
6月には苦手なスタートを改善するためにジャマイカでのトレーニングキャンプに参加し、ウサイン・ボルトのコーチであるグレン・ミルズからアドバイスを受けた。
7月18日にセーケシュフェヘールヴァールで開催されたジュライ・イシュトヴァーン記念（Gyulai István Memorial）に出場すると、男子100mでアフリカ歴代3位タイの記録となる9秒89（+1.9）をマーク。自身の持つ南アフリカ記録を0秒07更新し、公認記録で9秒8台をマークした史上初の南アフリカ人となった。男子100mから約1時間30分後に行われた男子200mでも自己ベストを0秒07更新する20秒16（+0.7）をマークし、両種目で優勝を果たした。
8月のリオデジャネイロオリンピック男子100mに出場すると、13日の予選を10秒14（-1.3）、14日の準決勝は9秒98（+0.2）で突破し、この種目での南アフリカ人としては、1932年ロサンゼルスオリンピックで5位に入ったDanie Joubert以来、82年ぶりにファイナリストとなった。準決勝から約1時間30分後に行われた決勝では、準決勝のタイムを更に縮める9秒94（+0.2）をマークして5位に入った。

### 2017年
3月4日にプレトリアで開催されたGauteng North league meeting男子100mで9秒93（+2.0）をマークすると、その2時間後に行われた男子200mでは南アフリカ歴代3位（当時）の記録となる19秒95（+1.7）をマーク。20秒の壁を破った史上3人目の南アフリカ人、10秒の壁と20秒の壁を破った史上2人目の南アフリカ人となった。
8月のロンドン世界選手権男子100m予選には今季世界ランク3位（9秒92）で臨んだが、着順で予選を突破できる組3着以内には入れず、タイムで拾われての突破となった。しかし、準決勝では10秒05（-0.5）で組1着（全体5位）に入り、予選の10秒15（0.0）からタイムを縮めて決勝に進出。この種目では南アフリカ勢初のファイナリスト（女子も含め）となった決勝では、更にタイムを縮める10秒01（-0.8）をマークしたが5位に終わった。今季世界ランク5位（19秒95・出場選手の中では3位）で臨んだ男子200mは、腰を痛めての出場ながら予選を突破したものの、準決勝は20秒62（+2.1）の組7着で敗退した。

### 2018年
4月の英連邦競技大会（コモンウェルスゲームズ）では男子100m決勝を10秒03（+0.8）で制し、この種目で南アフリカ人初となる優勝（女子も含め）を成し遂げた。アンカーを務めた4×100mリレーは優勝したイングランドに0秒11及ばなかったものの順位を4位から2位に押し上げ、38秒24の南アフリカ新記録を樹立しての銀メダル獲得に貢献した。

### 2021年
2021年7月6日、ハンガリーセーケシュフェヘールヴァールで行われた競技会でアフリカ新記録(当時)となる9.84(+1.2)をマークし、自己ベストを更新した。(この記録はケニアのファーディナンド・オムルワによって破られた。)

## 人物
ヒーローはジャマイカ人スプリンターのアサファ・パウエル。

## 自己ベスト
記録欄の（　）内の数字は風速（m/s）で、+は追い風、-は向かい風を意味する。
| 種目 | 記録           | 年月日       | 場所       | 備考                       |
| ---- | -------------- | ------------ | ---------- | -------------------------- |
| 100m | 9秒82 (+1.0)   | 2024年8月4日 | パリ       | 南アフリカ記録             |
| 200m | 19秒95A (+1.7) | 2017年3月4日 | プレトリア | 南アフリカ歴代4位 高地記録 |

## 主要大会成績
備考欄の記録は当時のもの
| 年   | 大会                     | 場所             | 種目    | 結果   | 記録          | 備考                          |
| ---- | ------------------------ | ---------------- | ------- | ------ | ------------- | ----------------------------- |
| 2013 | ユニバーシアード (en)    | カザン           | 100m    | 準決勝 | 10秒49 (-0.4) |                               |
| 2013 | ユニバーシアード (en)    | カザン           | 4x100mR | 7位    | 45秒82 (1走)  |                               |
| 2013 | 世界選手権               | モスクワ         | 100m    | 予選   | 10秒38 (-0.3) |                               |
| 2014 | 英連邦競技大会 (en)      | グラスゴー       | 100m    | 準決勝 | 10秒21 (-0.5) |                               |
| 2014 | 英連邦競技大会 (en)      | グラスゴー       | 200m    | 5位    | 20秒37 (+0.5) | 自己ベスト                    |
| 2014 | 英連邦競技大会 (en)      | グラスゴー       | 4x100mR | 4位    | 38秒35 (4走)  | 南アフリカ記録                |
| 2014 | アフリカ選手権 (en)      | マラケシュ       | 100m    | 8位    | 13秒14 (+0.4) |                               |
| 2014 | アフリカ選手権 (en)      | マラケシュ       | 4x100mR | 予選   | DQ (3走)      |                               |
| 2015 | ユニバーシアード (en)    | 光州             | 100m    | 優勝   | 9秒97 (0.0)   | 大会記録                      |
| 2015 | ユニバーシアード (en)    | 光州             | 4x100mR | 3位    | 39秒68 (4走)  |                               |
| 2015 | 世界選手権               | 北京             | 100m    | 準決勝 | 10秒02 (+0.9) |                               |
| 2015 | 世界選手権               | 北京             | 200m    | 準決勝 | 20秒37 (+0.4) | 予選20秒23 (-0.4)：自己ベスト |
| 2015 | 世界選手権               | 北京             | 4x100mR | 予選   | DNF (4走)     |                               |
| 2016 | アフリカ選手権 (en)      | ダーバン         | 100m    | 3位    | 10秒05 (+2.4) |                               |
| 2016 | アフリカ選手権 (en)      | ダーバン         | 4x100mR | 優勝   | 38秒84 (4走)  |                               |
| 2016 | オリンピック             | リオデジャネイロ | 100m    | 5位    | 9秒94 (+0.2)  |                               |
| 2017 | 世界選手権               | ロンドン         | 100m    | 5位    | 10秒01 (-0.8) |                               |
| 2017 | 世界選手権               | ロンドン         | 200m    | 準決勝 | 20秒62 (+2.1) |                               |
| 2018 | 英連邦競技大会 (en)      | ゴールドコースト | 100m    | 優勝   | 10秒03 (+0.8) |                               |
| 2018 | 英連邦競技大会 (en)      | ゴールドコースト | 4x100mR | 2位    | 38秒24 (4走)  | 南アフリカ記録                |
| 2018 | IAAFコンチネンタルカップ | オストラヴァ     | 100m    | 3位    | 10秒11 (0.0)  |                               |
| 2018 | IAAFコンチネンタルカップ | オストラヴァ     | 4x100mR | DNF    | - (4走)       |                               |
| 2019 | 世界選手権               | ドーハ           | 100m    | 4位    | 9秒93 (+0.6)  |                               |
| 2019 | 世界選手権               | ドーハ           | 4x100mR | 5位    | 37秒73 (4走)  | 予選37秒65：アフリカ記録      |

### ダイヤモンドリーグ
ダイヤモンドリーグの総合成績を記載。獲得ポイント欄の（　）内は出場したポイント対象レースの数を意味する。
| 年   | 種目 | 総合順位 | 獲得ポイント |
| ---- | ---- | -------- | ------------ |
| 2016 | 100m | 3位      | 18 (2レース) |

優勝したダイヤモンドリーグの大会を記載（個人種目のみ）。金色の背景はポイント対象レースを意味する。
| 年   | 大会                       | 場所   | 種目 | 記録         | 備考 |
| ---- | -------------------------- | ------ | ---- | ------------ | ---- |
| 2017 | カタールスーパーグランプリ | ドーハ | 100m | 9秒99 (-1.2) |      |